# ジャック・コーネルセン
ジャック・コーネルセン（Jack Cornelsen、1994年10月13日 - ）は、ジャパンラグビーリーグワンの埼玉パナソニックワイルドナイツに所属するラグビーユニオン選手。

## 来歴
オーストラリア出身。クイーンズランド大学、クイーンズランドカントリーを経て、2017年、パナソニック ワイルドナイツに加入。
2018年8月31日に行われたジャパンラグビートップリーグ第1節のクボタスピアーズ戦にて先発出場で日本での公式戦初出場を果たす。
2021年6月26日に行われたリポビタンDツアー2021ブリティッシュ・アンド・アイリッシュ・ライオンズ戦にて途中出場で日本代表初キャップを獲得した。
リーグワン2024-25シーズンでは、全ディビジョンにおいて唯一の「全試合フル（80分）出場者」になった。

## 受賞歴

### ジャパンラグビーリーグワン
- 2023-24リーグワンベスト15